# Norra Hallands Tidning Vestkusten
Norra Hallands Tidning Vestkusten var en tidning som gavs ut i Varberg mellan 1876 och 1950. Den bildades genom en sammanslagning av Norra Hallands Tidning och Westkusten. Tidningen var ägd av familjen Nyberg fram till 1928 då den på Astrid Nybergs dödsbädd donerades till en medarbetare på tidningen. 
Under 1930-talet såldes den till personer med kopplingar till Högerpartiet och kom då att tryckas vid, likaledes konservativa Falkenbergs Tidnings tryckeri. Ungefär samtidigt gick huvudkonkurrenten Varbergsposten upp till en utgivning sex dagar i veckan från tidigare tre, vilket tvingade tidningen att göra det samma. Det fanns i längden ingen ekonomi i en sådan förändring och 1950 lades tidningen ner. När tidningen lades ner fick läsarna Hallands Dagblad som ersättning.